# جزيرة ساسيل
جزيرة ساسيل وهي جزيرة من جزر إندونيسيا، وتقع ضمن جزر كانغيان في إقليم جاوة الشرقية.